# Synagoge Kazinczy-Straße (Budapest)

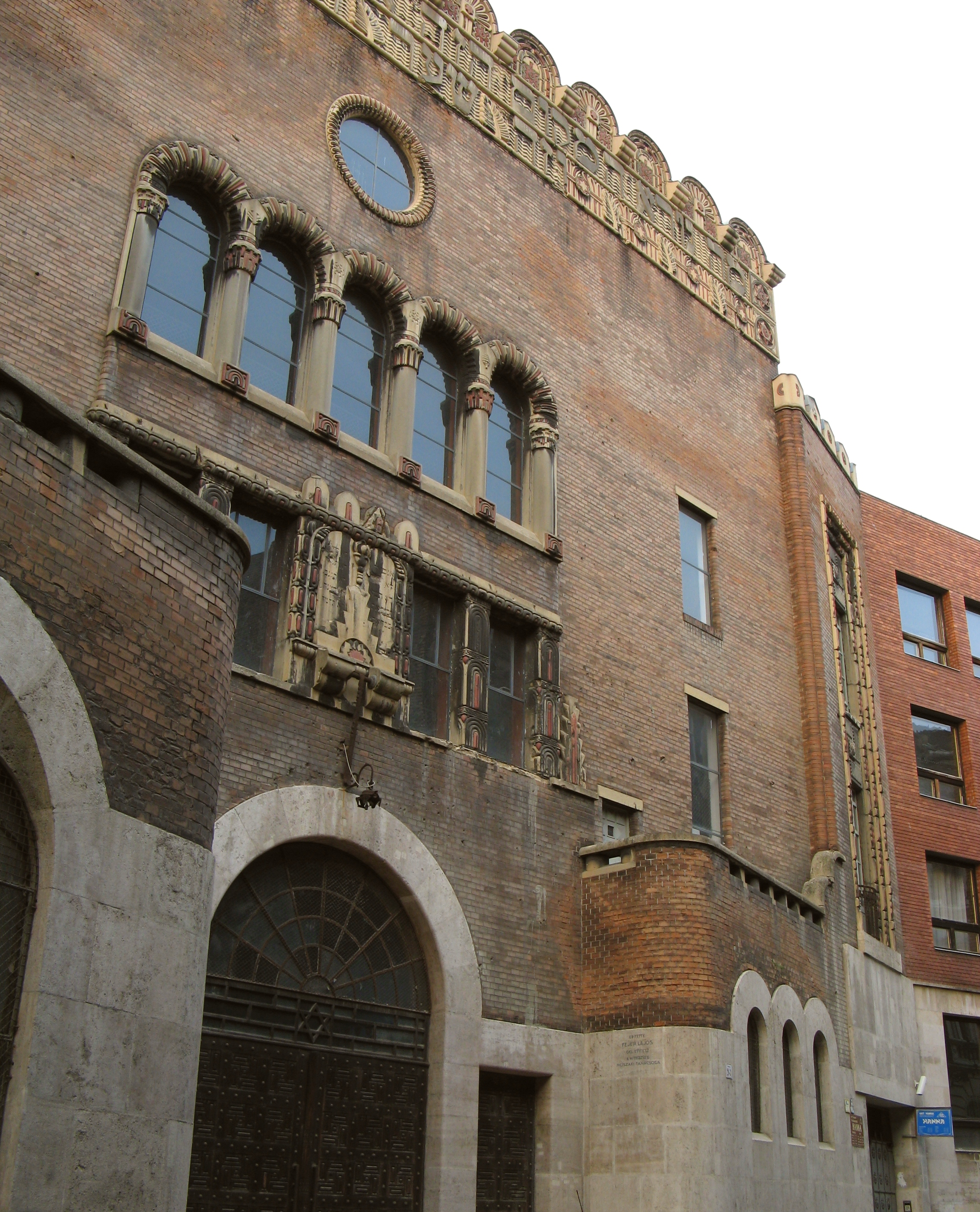
Synagoge in der Kazinczy-Straße

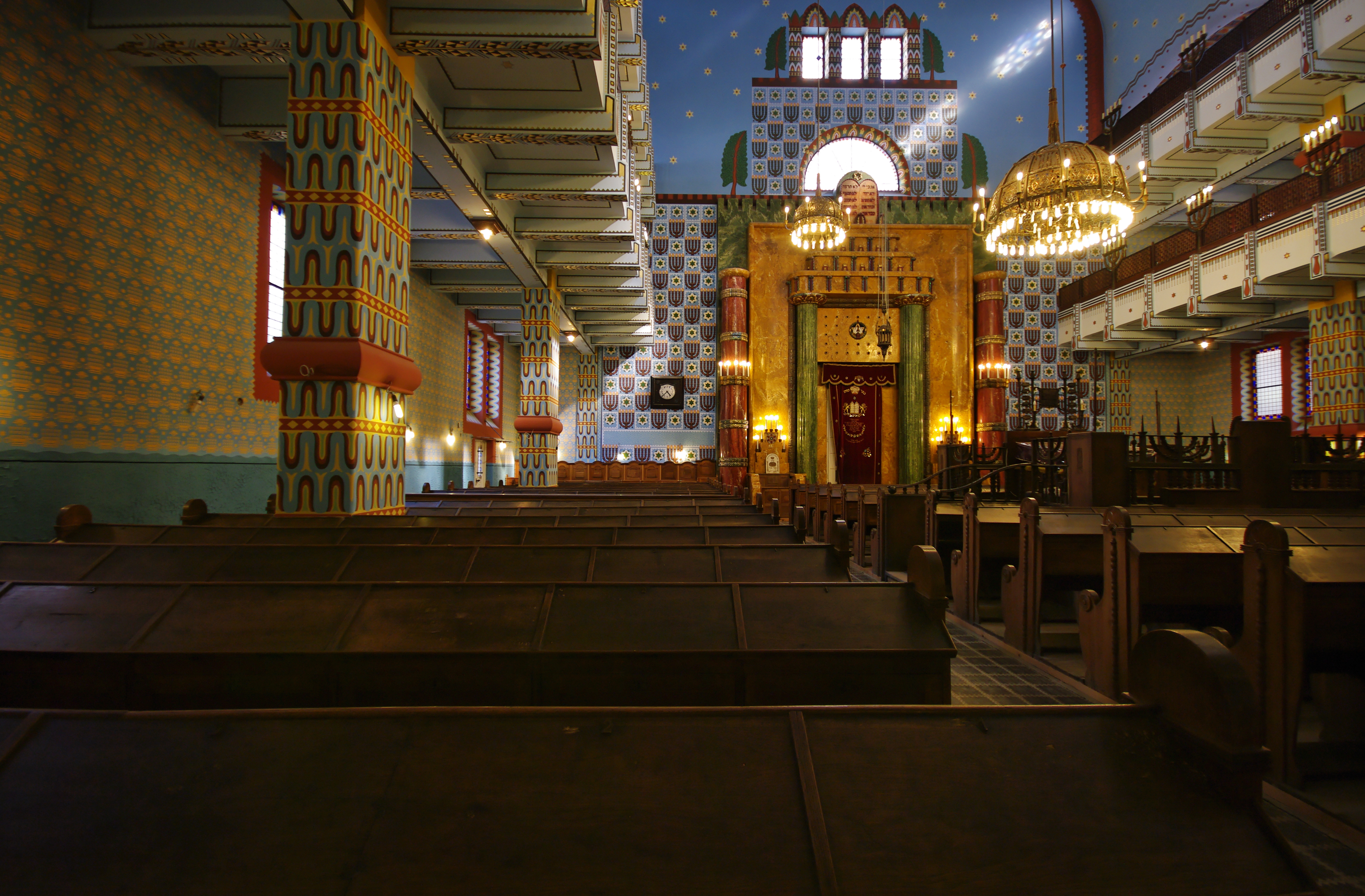
Innenansicht

Die Synagoge in der Kazinczy-Straße 29–31 von Budapest, der ungarischen Hauptstadt, wurde 1912/13 errichtet. Die als Kulturdenkmal klassifizierte Synagoge befindet sich in der Nähe der Großen Synagoge, die der neologen Gemeinde gehört.

## Geschichte
Um für die orthodoxe jüdische Gemeinde ein Gemeindezentrum mit Synagoge, Schule und Gemeindeverwaltung zu schaffen, wurde ein Architektenwettbewerb durchgeführt. Schließlich bekamen die Brüder Sándor und Béla Löffler den Auftrag. Im Jahr 1928 wurde noch ein rituelles Bad im Gemeindezentrum eingerichtet. Die während des Zweiten Weltkriegs schwer beschädigten Gebäude wurden bald wiederaufgebaut. 